# Pays de Herve

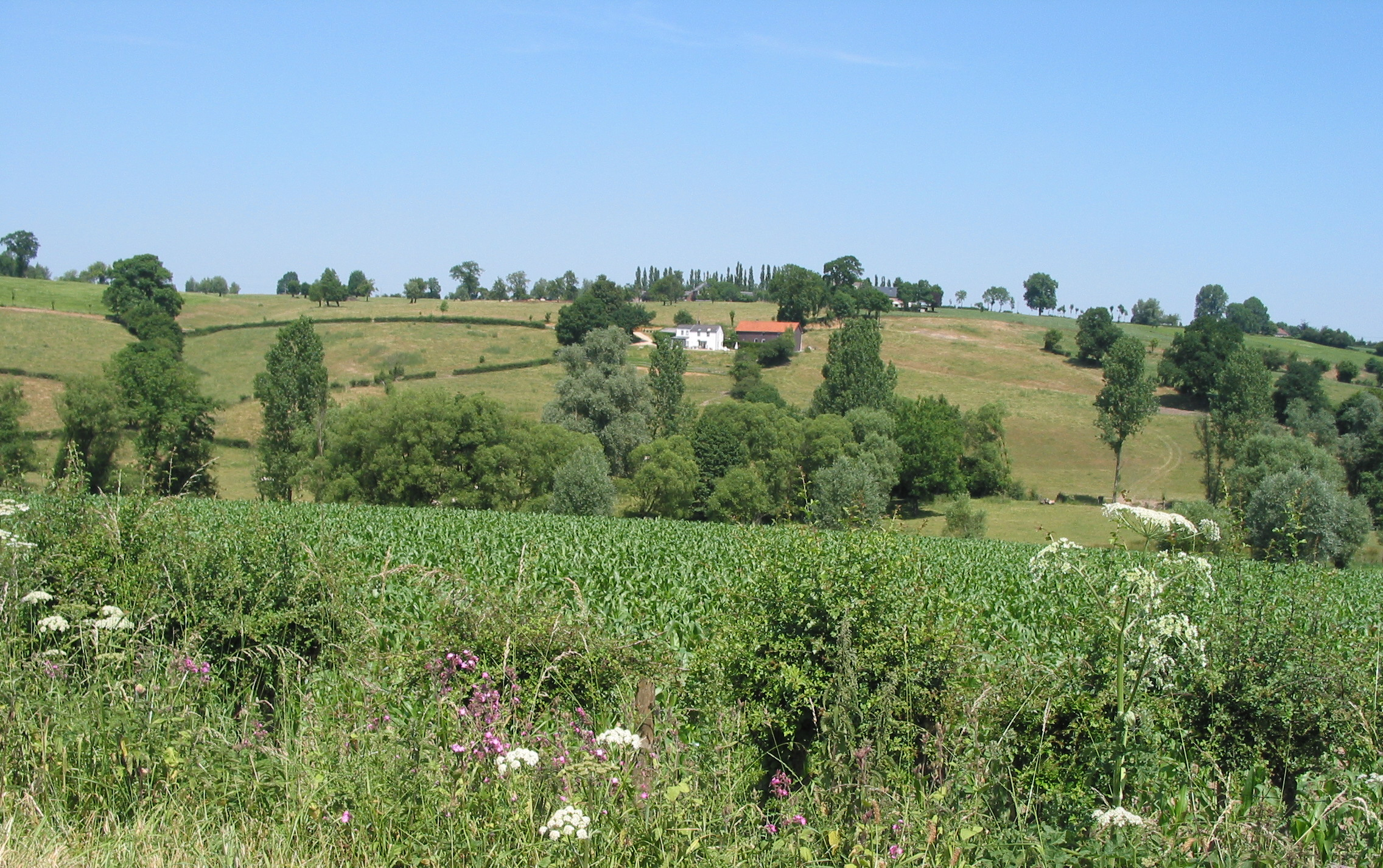
Uma paisagem típica de Pays de Herve

Pays de Herve é uma região natural de Valônia com 420 km², entre os rios Vesdre e Mosa, e as fronteiras separando a Bélgica da Holanda e da Alemanha.
O nome da região provém da antiga cidade de Herve, a qual se encontra no seu centro.
Economicamente, a região de Pays de Herve tem um caráter principalmente agricultor. A região é conhecida pelo queijo Remoudou.